# Kanton Treis
Der Kanton Treis (franz.: Canton de Treiss) war eine von zwölf Verwaltungseinheiten, in die sich das Arrondissement Koblenz im Rhein-Mosel-Departement während der Zugehörigkeit zu Frankreich von 1798 bis 1814 gliederte. Der chef-lieu Treiss war der, 1969 mit Karden zu Treis-Karden verbundene Moselort in Rheinland-Pfalz.

## Geschichte
Der Kanton Treis war in den Jahren 1798 bis 1804 Teil der Ersten Französischen Republik und danach bis 1814 des Ersten Französischen Kaiserreichs. Vor der Annexion des linken Rheinufers im Ersten Koalitionskrieg gehörte der Verwaltungsbezirk des Kantons hauptsächlich zu den ehemaligen kurtrierischen Ämtern Boppard, Cochem und Zell, dem zweibrückischen Amt Kastellaun, dem pfalzgräflichen Amt Simmern, dem gräflichen Amt Beilstein und einigen Orten der Reichsritterherrschaften Boos-Bassenheim und von Clodt.
1814 wurde das Rhein-Mosel-Departement und damit auch der Kanton Treis vorübergehend Teil des Generalgouvernements Mittelrhein und kam 1815 aufgrund der auf dem Wiener Kongress getroffenen Vereinbarungen zum Königreich Preußen. Unter der preußischen Verwaltung ging der Kanton Treis 1816 in die neu gebildeten Kreise Cochem, St. Goar,  Simmern und Zell im Regierungsbezirk Koblenz auf.

## Verwaltungsgliederung
Der Kanton bestand aus 43 Dörfern und kleineren Siedlungen, die in 15 Gemeinden zusammengefasst waren und hatte 6.178 Einwohner (Stand 1808). Eine Kantonal-Wahlversammlung aller männlichen Bürger wählte aus den meistbesteuerten Bürgern Friedensrichter und Munizipalitäten. Der Notar H. Wülfing stand als Präsident und Friedensrichter an der Spitze der Verwaltung. Ein Wohltätigkeitsbüro war für Gesundheits- und Armenpflege zuständig. Polizeiaufgaben wurden von einer berittenen Gendarmerie übernommen, die in Boppard stationiert war. Für mindere Straftaten und Zivilstreitigkeiten war das kantonale Friedensgericht zuständig. Steuer- und Finanzangelegenheiten wurden in Cochem und Münstermaifeld bearbeitet.
Holzhandel, Weinbau und Fischerei werden als wesentliche Wirtschaftszweige beschrieben. Der Ackerbau wurde als unterentwickelt bezeichnet, ebenso die Viehzucht, weil Futteranbau und Stallfütterung noch kaum bekannt waren.
Der chef-lieu Treiss war 8 Stunden von Koblenz, 9 von Trier und 17 von Mainz entfernt. Der Straßenzustand der Kantonsstraßen wurde 1806 als très mauvais (sehr schlecht) beschrieben. Im Jahr 1806 war die einzige große Kommunikationsstraße des Kantons die Straße auf der Hunsrückhöhe zwischen Koblenz und Simmern. Für Treis war die nächste Station des öffentlichen Kurier- und Postnetzes Kaisersesch an der Überlandstraße Trier-Koblenz über die Eifel. Kutschfahrten und Briefversand innerhalb des Kantons wurden provisorisch von Privatunternehmern durchgeführt.
Der Kanton Treis war der kleinste des Bezirks Koblenz und gliederte sich in drei Mairies mit 15 Gemeinden.

### Mairie Treis
mit fünf Gemeinden, 375 Häusern und 2.042 Einwohnern, der Maire: Nikolaus Reiß
- Lahr
- Lieg
- Lütz
- Treis
- Zilshausen

Von Treis verwaltet wurden auch die zum Kanton Zell zählenden Gemeinden Bruttig-Fankel, Cond und Valwig.

### Mairie Beulich
mit fünf Gemeinden, 219 Häusern und 1.228 Einwohnern, der Maire: Etschett (1807) und Kaiserswerth
- Beulich
- Liesenfeld
- Mermuth
- Niedergondershausen
- Obergondershausen

### Mairie Burgen
mit fünf Gemeinden, 219 Häusern und 1.806 Einwohnern, der Maire Jakob Lay
- Brodenbach
- Burgen
- Dommershausen
- Macken
- Morshausen